# Martin Lister
Martin Lister   (Buckinghamshire, 12 d'abril de 1639 - Epsom, 2 de febrer de 1712 (Julià)) FRS va ser un naturalista i un metge.

## Biografia

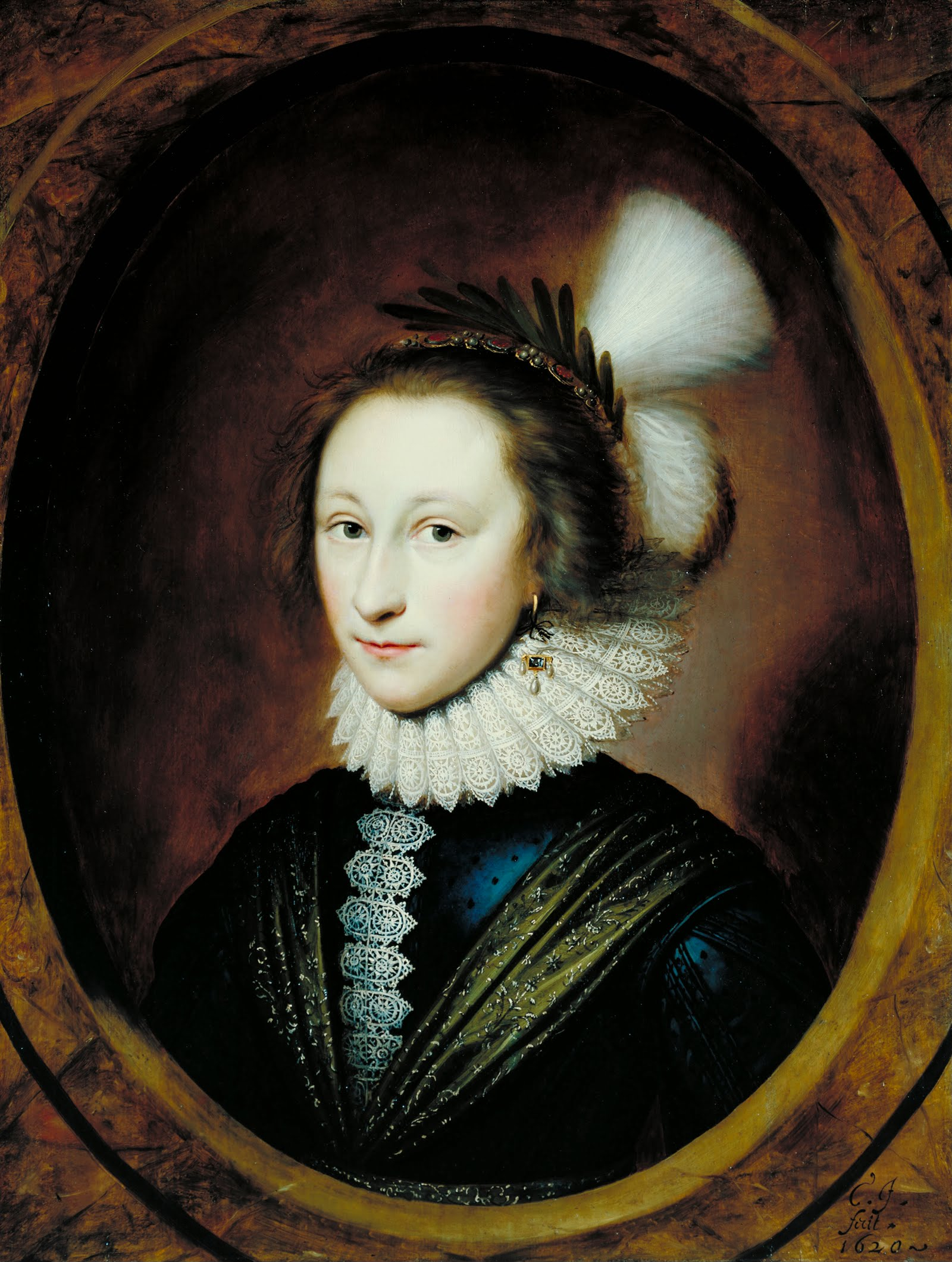
La mare de Lister, Susan (o Susanna) Temple, més tard lady Lister (1620), retratada per Cornelius Johnson.

Lister nasqué a Radcliffe, a prop de Buckingham, era fill de sir Martin Lister, representant per Brackley en el Long Parliament i de la seva esposa Susan Temple, filla de sir Alexander Temple. Lister també era nebot de James Temple, el regicida, i també de sir Matthew Lister, metge d'Anna de Dinamarca, esposa de Jaume I d'Anglaterra, i de Carles I d'Anglaterra. També era oncle de Sarah Churchill, duquessa de Marlborough, amb qui va mantenir correspondència tota la seva vida.
Lister va ser educat a Melton, Leicestershire i el seu tutor va ser Mr Barwick. El 1658 es va matricular en el St John's College, Cambridge. Es va graduar l'any següent i va ser elegit fellow de la Royal Society el 1660. El 1668 viatjà a França per estudiar medicina i es va establir a York el 1670 per practicar-la.
Lister va comprar Carlton Hall a Craven al West Riding de Yorkshire.
Va ser el metge de la reina Anna des del 1709 fins a la mort d'ell.
Lister va tenir una correspondència escrita prolífica. Més de 2.000 cartes escrites per ell es conserven i es troben a la Bodleian Library d'Oxford i en altres llocs. Algunes es poden consultar a internet en línia.

## Obra científica
Lister contribuí amb nombrosos articles a la revista Philosophical Transactions. Les seves obres principals són Historiae animalium Angliae tres tractatus (1678) la qual va ser la primera obra organitzada i sistematitzada de conquiliologia (conquilles); Historiae Conchyliorum (1685 1692) i Conchyliorum Bivalvium (1696). Tanmateix creia que els fòssils eren imitacions inorgàniques produïdes en les roques.

Charles Lyell es refereix a Lister en la seva obra Principles of Geology
La morfologia de la Lluna, Dorsa Lister, el commemora.

## Publicacions

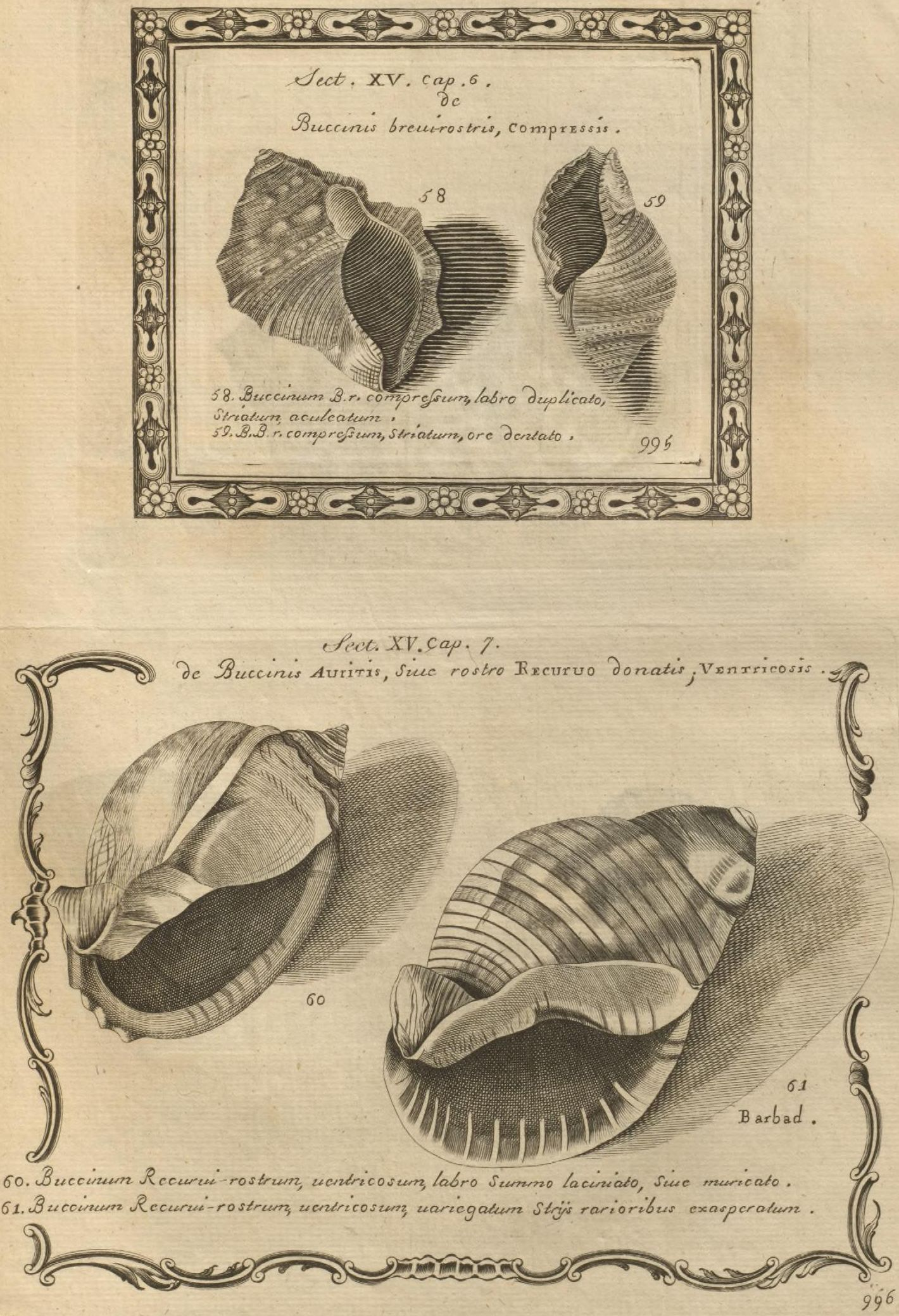
Placa de Historiae Conchyliorum (1691).

- Histories Animalium Angliae tres tractatus, &ct, 1678.
- Goedartii Historia Insectorum cum notis, 1682.
- De Fontibus medicinalibus Angliae, 1682.
- Historiae Conchyliorum, 1685
- Exercitatio Anatomica, in qua de Cochlcis agitur, 1694.
- Cochlearum ct Linacum exercitatio Anatomica, 1695.
- Conchyliorum bivalvium utriusque aquae exercitatio Anatomica tertia, 1696.
- Exercitationes Medicinales, &tc, 1697.
- Journey to Paris, c. 1699